# مهرجان دبي السينمائي الدولي

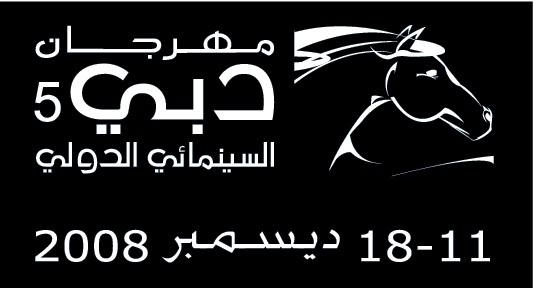

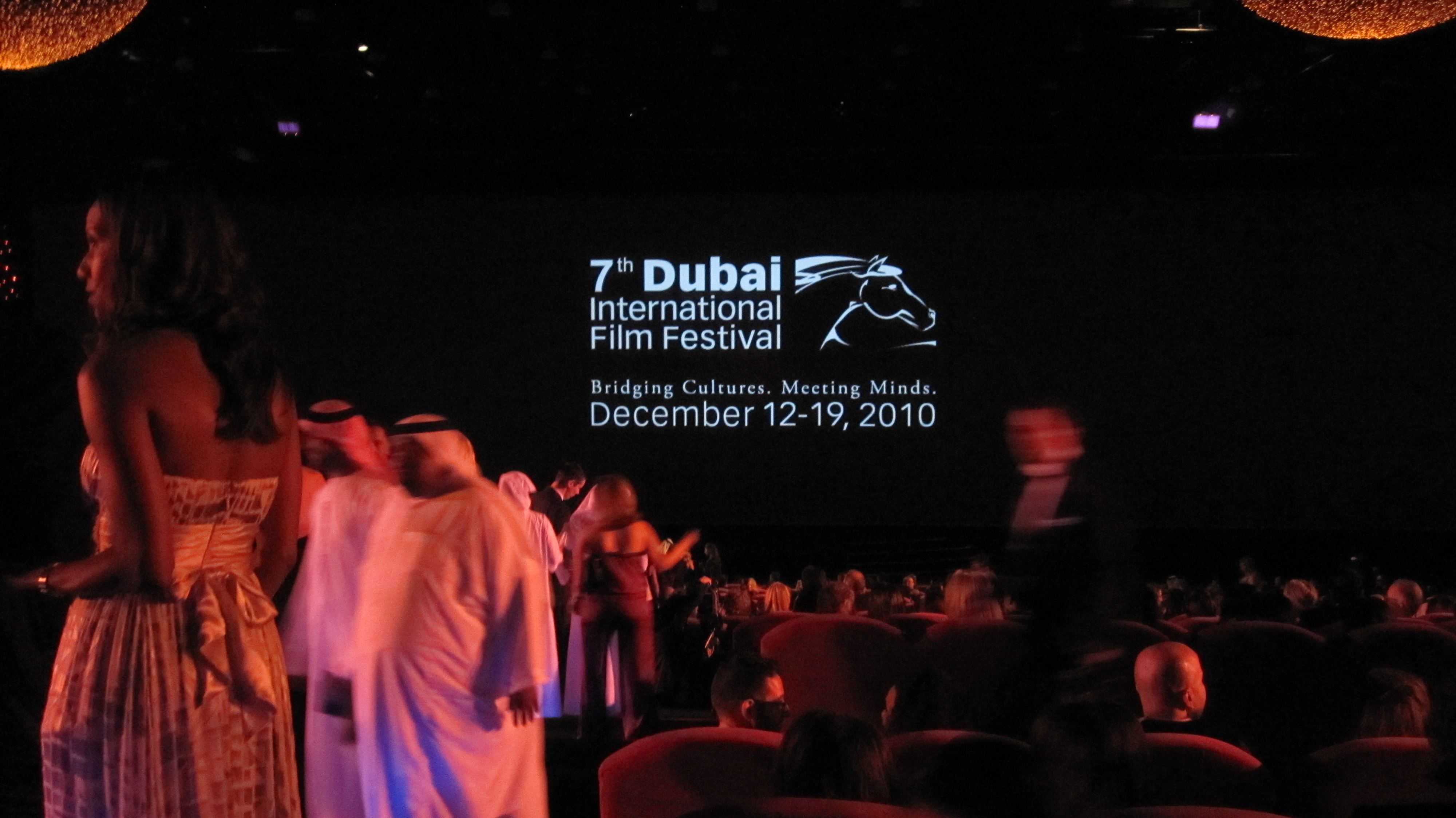
افتتاح مهرجان دبي السينمائي الدولي 2011

انطلق مهرجان دبي السينمائي الدولي في ديسمبر 2004 تحت شعار «ملتقى الثقافات والإبداعات».
ويعقد مهرجان دبي السينمائي الدولي بدعم كريم من رئيسه الفخري سمو الشيخ أحمد بن سعيد آل مكتوم، وهو حدث ثقافي غير ربحي تنظّمه سلطة المنطقة الحرة للتكنلوجيا والإعلام في دبي.
ولم يتوقف دور المهرجان عبر دوراته السابقة على عرض الإبداعات السينمائية من جميع أنحاء العالم فحسب، بل أصبح قاعدة قوية لدعم وتشجيع المواهب المحلية، حيث شهد في عام 2006 إطلاق جائزة المهر للإبداع السينمائي العربي، التي تهدف إلى تكريم السينمائيين العرب على الصعيدين الإقليمي والدولي. وفي عام 2008، تم توسيع نطاق المسابقة لتشمل مسابقة المهر العربي، ومسابقة المهر الآسيوي الإفريقي.
وفي 2010، تم تخصيص مساحة خاصة من المهرجان للسينما الإماراتية، وذلك بإطلاق مسابقة المهر الإماراتي لتكريم المخرجين الإماراتيين في فئات الأفلام الروائية الطويلة والوثائقية والقصيرة.
ومن المبادرات التي شهدها المهرجان عام 2006 إطلاق «مكتب السينمائيين»، الذي تأسس بهدف تقديم الدعم والمساعدة لجميع الأعضاء المسجلين. كما شهدت النسخة الرابعة من المهرجان عام 2007 إطلاق «ملتقى دبي السينمائي»، وهو بمثابة سوق للإنتاج السينمائي تهدف إلى تعزيز نمو صناعة السينما في العالم العربي. وفي 2008، تم إطلاق «سوق دبي السينمائي»، وهو أول سوق من نوعه في المنطقة، يوفّر منصة حديثة لتجارة المواد السمعية والبصرية وذلك من خلال بوابة السوق الرقمية (سنيتيك).
وقد حظي شعار المهرجان «ملتقى الثقافات والإبداعات» باهتمام الجميع نظراً لما يعبّر عنه من التشجيع على فهم الآخرين، والاحترام المتبادل بين مختلف الشعوب والدول والديانات والأعراق.
وقد أصبح مهرجان دبي السينمائي الدولي منذ تأسيسه وجهة مهمة لصنّاع السينما في المنطقة وحول العالم، ليتحوّل إلى قاعدة قوية لتسهيل التعاون المشترك بينهم.
وقد ترك المهرجان بصمة واضحة على ضيوفه بما قدّمه من فعاليات وورش عمل وندوات وجلسات حوارية مع تقديم باقة من أروع الإبداعات السينمائية من جميع أنحاء العالم، إضافة إلى ما يتمتع به من مكانة بارزة في الدعوة إلى التبادل الثقافي، والتقريب بين مختلف الثقافات والحضارات والشعوب، بالاعتماد على الإبداع السينمائي كوسيلة لفتح باب الحوار، تأكيداً على شعار “ملتقى الثقافات والإبداعات“.
واستمرت فعاليات مهرجان دبي السينمائي الدولي وأعداد المشاركين في النمو، ووصل عدد الأفلام المشاركة في الدورة الرابعة عشر التي انطلقت يوم 6 ديسمبر 2017 إلى 140 فيلماً من 51 دولة تتحدّث بـ 38 لغة، ومن بين هذه الأعمال 50 فيلماً في عرضٍ عالمي ودولي أوّل، و81 في عرض أوّل في منطقة الشرق الأوسط وشمال إفريقيا. ، وكان من بين الأفلام المشاركة 7 أفلام عن اللاجئين السوريين والعراقيين وقضاياهم في أمريكا ولبنان وكندا وتركيا، وأزمة المهاجرين الذين توفوا في البحر المتوسط.

## الجوائز
يشتهر المهرجان بجوائز المهر. وتشمل هذه الجوائز جوائز المهر الآسيوي الأفريقي، جوائز المهر العربي وجوائز المهر الإماراتي، مع قسم يمنح جوائز لأفضل فيلم وثائقي وفيلم قصير وما إلى ذلك.
يتم أيضًا منح جوائز فيبريسي للأفلام الروائية والقصيرة والوثائقية في المهرجان.

## وصلات خارجية
- مهرجان دبي السينمائي الدولي على موقع IMDb (الإنجليزية)
- http://www.dubaifilmfest.com